# Isaria cateniobliqua
Isaria cateniobliqua är en svampart som först beskrevs av Z.Q. Liang, och fick sitt nu gällande namn av Samson & Hywel-Jones 2005. Isaria cateniobliqua ingår i släktet Isaria och familjen Cordycipitaceae.   Inga underarter finns listade i Catalogue of Life.